# Ted Drake
Edward Joseph ("Ted") Drake (Southampton, 16 augustus 1912 – Raynes Park, 30 mei 1995) was een Engels voetballer en voetbaltrainer. Als speler speelde hij eerst voor Southampton, maar maakte naam in de jaren dertig voor Arsenal, waarmee hij tweemaal landskampioen werd en eenmaal de FA Cup won. Hij kwam tot vijf caps voor Engeland.  Hij houdt het record voor de meeste doelpunten in een wedstrijd op het hoogste niveau in het Engels voetbal. In een wedstrijd tegen Aston Villa (1-7) in december 1935 scoorde Drake zeven keer. Drake werd omschreven als een "klassieke nummer 9".
Nadat hij stopte als voetballer, stapte hij het trainersvak in. Na periodes bij Hendon FC en Reading, kwam hij in 1952 bij Chelsea aan het roer. Hij loodste de club in 1955 naar haar eerste landstitel. Hij was ook een cricketspeler, maar speelde slechts af en toe mee met Hampshire.

## Erelijst
Als speler
- Arsenal
  - First Division kampioen: 1934/35, 1937/38
  - FA Cup winnaar: 1936

Als trainer
- Chelsea
  - First Division kampioen: 1954/55